# Autumnimiris
Autumnimiris is een geslacht van wantsen uit de familie van de Miridae (Blindwantsen). Het geslacht werd voor het eerst wetenschappelijk beschreven door Schwartz in 1989.

## Soorten
Het genus bevat de volgende soorten:

- Autumnimiris albescens (Van Duzee, 1925)
- Autumnimiris guadalupe Schwartz, 1989
- Autumnimiris koebelei (Van Duzee, 1921)
- Autumnimiris roseus (Distant, 1883)
- Autumnimiris rubicundus (Uhler, 1872)